# Елізеу Перейра душ Сантуш
Елізеу Перейра душ Сантуш (порт. Eliseu Pereira dos Santos, * 1 жовтня 1983, Ангра-ду-Ероїшму), відоміший як просто Елізеу, — колишній португальський футболіст, лівий фланговий півзахисник.
Володар Суперкубка Італії з футболу. 

## Клубна кар'єра
Вихованець футбольних шкіл клубів «Марітіму Ангра» та «Белененсеш». 
Дорослу футбольну кар'єру розпочав 2002 року в основній команді «Белененсеша», поступово почав на регулярній основі потрапляти до її складу. У 2005—2006 роках отримував ігрову практику у складі команди клубу «Варзім», кольори якого захищав на умовах оренди. 
Влітку 2007 року переїхав до Іспанії, уклавщи контракт з клубом «Малага». Відіграв за клуб з Малаги наступні два сезони своєї ігрової кар'єри. Більшість часу, проведеного у складі «Малаги», був основним гравцем команди.
2009 року уклав контракт з італійським «Лаціо». Закріпитися в основному складі римської команди не зміг і 2010 року був відправлений в оренду до іспанського клубу «Реал Сарагоса».
Влітку 2010 повернувся до «Малаги».
З 2014 до 2018 виступав у складі лісабонської «Бенфіки», після чого завершив кар'єру.

## Виступи за збірну
2009 року дебютував в офіційних матчах у складі національної збірної Португалії. Всього провів у формі головної команди країни 29 матчів, забивши 1 гол.
| Дата       | Місто            | Господарі     | Результат               | Гості             | Турнір                | Голи | Примітки  |
| ---------- | ---------------- | ------------- | ----------------------- | ----------------- | --------------------- | ---- | --------- |
| 10/06/2009 | Таллінн          | Естонія       | 0 – 0                   | Португалія        | товариський матч      | -    |           |
| 12/08/2009 | Вадуц            | Ліхтенштейн   | 0 – 3                   | Португалія        | товариський матч      | -    |           |
| 7-10-2011  | Порту            | Португалія    | 5 – 3                   | Ісландія          | Відбір до ЧЄ 2012     | 1    |           |
| 11-10-2011 | Копенгаген       | Данія         | 2 – 1                   | Португалія        | Відбір до ЧЄ 2012     | -    | 65'       |
| 11-10-2014 | Париж            | Франція       | 2 – 1                   | Португалія        | товариський матч      | -    |           |
| 14-10-2014 | Копенгаген       | Данія         | 0 – 1                   | Португалія        | Відбір до ЧЄ 2016     | -    |           |
| 29-3-2015  | Лісабон          | Португалія    | 2 – 1                   | Сербія            | Відбір до ЧЄ 2016     | -    |           |
| 13-6-2015  | Єреван           | Вірменія      | 2 – 3                   | Португалія        | Відбір до ЧЄ 2016     | -    |           |
| 16-6-2015  | Женева           | Італія        | 0 – 1                   | Португалія        | товариський матч      | -    | 24', 82'  |
| 4-9-2015   | Лісабон          | Португалія    | 0 – 1                   | Франція           | товариський матч      | -    |           |
| 7-9-2015   | Ельбасан         | Албанія       | 0 – 1                   | Португалія        | Відбір до ЧЄ 2016     | -    |           |
| 11-10-2015 | Белград          | Сербія        | 1 – 2                   | Португалія        | Відбір до ЧЄ 2016     | -    |           |
| 14-11-2015 | Краснодар        | Росія         | 1 – 0                   | Португалія        | товариський матч      | -    |           |
| 25-3-2016  | Лейрія           | Португалія    | 0 – 1                   | Болгарія          | товариський матч      | -    | 81'       |
| 29-5-2016  | Порту            | Португалія    | 3 – 0                   | Норвегія          | товариський матч      | -    | 79'       |
| 2-6-2016   | Лондон           | Англія        | 1 – 0                   | Португалія        | товариський матч      | -    |           |
| 22-6-2016  | Ліон             | Угорщина      | 3 – 3                   | Португалія        | ЧЄ 2016 - 1º етап     | -    |           |
| 30-6-2016  | Марсель          | Польща        | 1 – 1 д.ч. (3 – 5 п.п.) | Португалія        | ЧЄ 2016 - чвертьфінал | -    |           |
| 1-9-2016   | Порту            | Португалія    | 5 – 0                   | Гібралтар         | товариський матч      | -    | 63'       |
| 28-3-2017  | Фуншал           | Португалія    | 2 – 3                   | Швеція            | товариський матч      | -    | 46'       |
| 3-6-2017   | Ештуріл          | Португалія    | 4 – 0                   | Кіпр              | товариський матч      | -    |           |
| 18-6-2017  | Москва           | Росія         | 0 – 1                   | Португалія        | Кубок Конфедерацій    | -    | 65'       |
| 24-6-2017  | Санкт-Петербург  | Нова Зеландія | 0 – 4                   | Португалія        | Кубок Конфедерацій    | -    |           |
| 28-6-2017  | Казань           | Португалія    | 0 – 0 д.ч. (0 – 3 п.п.) | Чилі              | Кубок Конфедерацій    | -    |           |
| 2-7-2017   | Москва           | Португалія    | 2 – 1 д.ч.              | Мексика           | Кубок Конфедерацій    | -    |           |
| 31-8-2017  | Порту            | Португалія    | 5 – 1                   | Фарерські острови | Відбір до ЧС 2018     | -    |           |
| 3-9-2017   | Будапешт         | Угорщина      | 0 – 1                   | Португалія        | Відбір до ЧС 2018     | -    | 62'       |
| 7-10-2017  | Андорра-ла-Велья | Андорра       | 0 – 2                   | Португалія        | Відбір до ЧС 2018     | -    |           |
| 10-10-2017 | Лісабон          | Португалія    | 2 – 0                   | Швейцарія         | Відбір до ЧС 2018     | -    | 45+1' 68' |
| Усього     |                  | Матчів        | 29                      |                   | Голів                 | 1    |           |

## Досягнення
«Лаціо»
- Володар Суперкубка Італії з футболу: 2009

«Бенфіка»
- Чемпіон Португалії: 2014–15, 2015–16, 2016–17
- Володар Кубка Португалії: 2016–17
- Володар Кубка португальської ліги: 2014–15, 2015–16
- Володар Суперкубка Португалії: 2014, 2016, 2017

Збірна Португалії
- Чемпіон Європи: 2016